# Dzielnica Mazowiecka Polskiego Towarzystwa Gimnastycznego „Sokół”
Dzielnica Mazowiecka Polskiego Towarzystwa Gimnastycznego „Sokół” – struktura organizacyjna, która powstała w 1921 roku podporządkowana organizacyjnie Związkowi Towarzystw Gimnastycznych "Sokół" w Polsce.

## Historia
W 1918 roku organizacja sokolstwa z trzech zaborów została scalona i zreorganizowana. W 1921 roku powstał Związek Towarzystw Gimnastycznych "Sokół" w Polsce. Zgodnie z przyjętym w 1921 roku statutem zaczęła obowiązywać nowa organizacja. Wszystkie Towarzystwa podzielono na Okręgi. W skład Okręgu wchodziło kilka lub kilkanaście Towarzystw. Okręgi łączyły się w Dzielnice.
W 1938 roku w skład Dzielnicy wchodziły okręgi ( w nawiasie liczba członków)ː Białystok (251), Częstochowa (454), Kielce (637), kujawsko–dobrzyński (765), Lublin (155), Łódź (1951), Warszawa (2493), Wilno (155)  i zamojski (253). 